# (73681) 1989 TL18
1989 تي أل 18 (ويعرف أيضًا باسم (73681) 1989 تي أل 18 وفق تسمية الكوكب الصغير) (بالإنجليزية: 1989 TL18)‏ هو كويكب ضمن حزام الكويكبات؛ وترتيبه 73681 من حيث الاكتشاف.
اكتُشف هذا الجُرم الفلكي بواسطة كينيث جاي لورانس في 2 أكتوبر 1989.

## وصلات خارجية
- (73681) 1989 TL18 في قاعدة بيانات مختبر الدفع النفاث لأجرام النظام الشمسي الصغيرة

- الاكتشاف · مخطط المدار ·  العناصر المدارية · المعلمات المادية

- (73681) 1989 TL18 على موقع ويكي سكاي: DSS2, SDSS, GALEX, IRAS, Hydrogen α, X-Ray, Astrophoto, Sky Map, Articles and images